# 可愛ラム
可愛 ラム（かわい らむ、1983年10月30日 - ）は、日本のAV女優。
神奈川県出身。
趣味：ドライブ、スポーツ。

## 略歴
- 2003年 - 『Love Smile』でAVデビュー。
- 2006年 -  福原高級ソープ「銀馬車」在籍。源氏名「可愛ラム」
- 2014年 -  福原高級ソープ「プレイガール」在籍。 源氏名「かんな」

## 作品
2003年
- Love Smile（7月30日、アトラス21）
- COS-PARA（8月29日、アトラス21）
- 名器嬢（9月30日、アトラス21）
- ザ・筆おろし 28（12月12日、クリスタル映像）
- くいこみ生まんじゅう 5（12月21日、ワイルドサイド）

2004年
- エロチックバレリーナ（1月22日、ヒビノ）
- 凌辱エロメス（1月23日、ワイルドサイド）
- 女子校生強制わいせつ 34（1月30日、クリスタル映像）
- 逆調教～女子大生の好奇心は男を奴隷にする～（4月1日、ワンズファクトリー）
- 新体操 GYMNASTIC GIRLS（5月17日、ビッグモーカル）
- みるきぃHiスクール。（6月8日、みるきぃぷりん♪）
- ナイスボディお姉さん4時間SPECIAL6（7月30日、クリスタル映像）
- 家庭教師は女子大生 Special 8（8月27日、クリスタル映像）
- 裏・人間●廃業 黒田将稔（9月17日、ジャパンホームビデオ）
- ザ 女子校生狩り 2 （12月10日、クリスタル映像）

2005年
- 童貞狩り学園 3（1月20日、SODクリエイト）